# Норденвелд
Норденвелд (нидерл. Noordenveld) — община в нидерландской провинции Дренте. Образована в 1998 году за счёт слияния общин Норг, Пейзе и Роден. Административный центр — город Роден. В состав общины входит 26 населённых пунктов.